# Shortparis
Shortparis — російський музичний колектив, що з сучасних художників із Санкт-Петербурга, стилістично визначають себе пост-поп, поп-нуар, авант-поп, позиціонують себе опозицією сучасної музичної сцені. Група заснована в 2012 році.  
Живі виступи гурту тяжіють до перформативних практик сучасного мистецтва. Ставлячи під сумнів систему клубних концертів, Shortparis активно виступає на непідготовлених майданчиках.  
Гурт відкривав петербурзькі концерти англійських колективів The Kooks, alt-J, Lebanon Hanover, Inca Babies і берлінців Easter.
Учасники міжнародних музичних фестивалів: Tallinn Music Week (2017), SKIF (2013, 2015), STEREOLETO 2016 та Mercedez-Benz Fashion Week Russia (2016).  
Переможці премії "Золота Горгулья" (2016) у номінації "Експериментальний проект". Лауреати премії Сергія Курьохіна (2018) у номінації «Електро-Механіка». Лауреати премії журналу «Собака.ru» «Топ 50. Найзнаменитіші люди Петербурга» (2019) у номінації «Музика». Кліп «Страшно» посів третє місце у номінації Best Director премії Berlin Music Video Awards (2019).
На думку керівника журналу The Quietus Джона Дорана, Shortparis є своєрідним продовженням провокативних стратегій Сергія Курьохіна; Доран характеризує групу як «амбітну, пихату, неймовірно претензійну, еротичну, хвилюючу, не піддається класифікації, смутно девіантну, приємну для танцю і повну революційного потенціалу».

## Історія

### Передісторія
Творче становлення засновників групи - Миколи Ком'ягіна, Олександра Іоніна, Павла Лісникова - відбувалося у нульові роки, у рідному місті Новокузнецьку. Микола Ком'ягін співав у фолк-рок-групі «Пол-Седьмого Ноября», потім у «Плохая Идея», а потім в альтернативній джаз-фьюжн-групі «Sound Wave», до якої також входили Олександр Іонін (бас-гітара), Микола Мартинов (гітара) та Максим Бордзиловський (ударні). Попередником Shortparis був інді-рок-гурт «Fools On Time Square» з Новокузнецька, який існував до кінця 2010 року, учасниками якого, крім Миколи Ком'ягіна (вокал) та Олександра Іоніна (бас-гітара), були П. Лесніков (ударні) та Максим Захаров (гітара) (до середини 2009 року гітаристом був Олексій Сєров). Відомо також, що Микола Ком'ягін, Олександр Іонін, Павло Лісников та Максим Захаров займалися у джаз-клубі «Геликон». У 2010 році Микола Ком'ягін, Олександр Іонін та Павло Лісников спільно переїхали до Санкт-Петербурга. Через роки Микола Ком'ягін так згадував про цей час:
| Ліві лапки | Спочатку ми грали щось учнівське, коли ти ще борсаєшся в жанрі і не зовсім розумієш, що ти робиш. Там були моменти альтернативи, модні тоді, ще чогось. Ми несподівано вплітали в цю музику, в рок-музику, джазові елементи. Незграбно це робили, убого, непрофесійно. Цього ніхто не розумів. Між нами та місцевою сценою було повне непорозуміння. Нас це не бентежило, ми впевнено їздили на репетиції на дачу до нашого гітариста. Потім це оформилося у щось серйозніше, з'явилися концерти, ми об'їздили Сибір. Втративши кілька музикантів, ми ризикнули радикально змінити своє життя і переїхати на 4000 км до Петербурга. Тут же визнали свій попередній проект неспроможним, замкнулися в орендованій квартирі на рік і почали формулювати нову музичну мову. Микола Ком'ягін, 2018 рік | Праві лапки |

### Заснування та подальше формування складу,Amsterdam, «Дочери» (2012—2014)
Формулювання «нової музичної мови» завершилося у 2012 році. Назва нового гурту була натхненна фільмом Клуб «Shortbus». За початковим задумом основоположників колективу, неологізм Shortparis (буквально з англійської «Короткий Париж», авторський переклад - «Обрубаний» або «Обрізаний Париж») вимовляється як «Шортпаріс» і позначає неможливість висловити без спотворень свій внутрішній світ та емоції за допомогою музики.
Восени 2012 року до складу групи влився Данило Холодков, який уже тоді був помітною фігурою в петербурзькому музичному андеграунді. Кількість груп, у яких він брав активну участь, наближається до тридцяти. Один із цих гуртів — Slow Suicide — одного разу виступав на одному фестивалі з Електрофорезом та Shortparis. Тоді Данилі здалося, що у Shortparis свіжий погляд на музику: «У той час усі грали трішечки брудно, сиро, лоу-файно — а вони були електронними, виглядали дивно, такі weird». І він підійшов познайомитись. Згідно з першим інтерв'ю та за словами Миколи, познайомитися підійшов не Данило, а він:
| Ліві лапки | Ми були на концерті один одного, я побачив його із зали і до нього підійшов. Я, до речі, сам підходив до інших людей три рази: до лікаря, до вихователя в дитячому садку, і до Данила Холодкова. Він був настільки чарівний на сцені, так добре грав, що я зрозумів, що можу і хочу під це співати, і мені є що співати. Я підійшов до нього, глянув у його блакитні очі, він глянув на мене, у нас була секундна пауза, і ми зімкнули губи в поцілунку і досі ми пестимемо один одного спільною творчістю. Я підійшов до Данила і сказав: «Давай пограємося, давай чогось поробимо». Він так повернувся до мене: "Ну ... давай ... Можна спробувати, якщо ти хочеш, звичайно, я правда не знаю". Я відразу подумав, що це такий мудак, якого я ще не знав у житті. Я подумав, якщо він через секунду не вибачиться і не буде чемним, я розвернуся, піду і пошлю його на ..уй. Він не вибачився, але я чомусь не пішов. Микола Ком'ягін про знайомство з Данилою Холодковим | Праві лапки |

Цікаво, що незадовго до включення до складу групи Данило брав у неї інтерв'ю в рамках шоу BalconyTV St. Petersburg.
У перший рік свого існування колектив регулярно виступав у барах та клубах Санкт-Петербурга. Загалом у цей період Shortparis визначали свій жанр як «аудіотеатр» і структурно наслідували давньогрецьку трагедію на живих виступах. Також вони входили до творчого об'єднання «Собор», разом із Електрофорезом, Slow Suicide та «Лемондей».
У грудні 2012 року гурт випустив перший сингл Amsterdam і кліп на нього. Сингл поширювався безкоштовно за прямим посиланням на файловий хостинг, розміщеній в їх офіційній групі ВКонтакте, а також через Bandcamp і SoundCloud.
7 квітня 2013 року у гурту вийшов дебютний незалежний альбом «Дочери», концептуально названий «аудіодиптихом», з текстами пісень французькою та англійською мовами. Він був доступний на Bandcamp і SoundCloud, і його можна було вільно завантажити з хмарного сховища. Крім того, група самостійно займалася виготовленням та розповсюдженням компакт-дисків, за принципом DIY. У прес-релізі інтернет видання «Афіша» Микола Ком'ягін зазначив, що «аудіодиптих „Дочери“» – це альбом, розколотий на дві частини, просочений двома культурами: французьким шансоном та російським романсом. Сторона А — це діалог із Жаком Брелем, Мілен Фармер і так далі. Сторона B — це болісний Прокоф'єв, смиканий і більш дисонуючий як в інтервалах, так і з рештою російської сцени». В одній із рецензій сторона A була названа «електронносинтетичною», на противагу «непричесаному і грубому звучанню живих акустичних інструментів» сторони B, інший рецензент визнавав, що йому «друга частина альбому видалася вдалішою за першу».

## Склад
- Олександр Іонін — бас
- Микола Ком'ягін — спів
- Данило Холодков — барабани, перкусія
- Павло Лісников — барабани, семплування

## Дискографія
Альбоми
- 2013 - Дочери
- 2017 - Пасха
- 2019 - Так закалялась сталь
- 2022 - Яблонный сад
- 2022 - Зов озера (зі спектаклю «Берегите ваши лица») (міні-альбом)
- 2022 - "НОВОЕ НОВОЕ"

EP та синґли
- 2012 - Amsterdam (кавер на пісню Жака Бреля)
- 2013 - B-Sides "Дочери"
- 2015 - Ma Russie
- 2015 - Новокузнецк
- 2017 - ТуТу
- 2018 - Стыд